# Campionati europei di beach volley 2012
I Campionati europei di beach volley 2012 si sono svolti dal 30 maggio al 2 giugno 2012 a L'Aia nei Paesi Bassi.

## Podi
| Evento                      | Oro                                         | Argento                                    | Bronzo                                    |
| Torneo maschile (dettagli)  | Germania Julius Brink Jonas Reckermann      | Paesi Bassi Emiel Boersma Daan Spijkers    | Norvegia Tarjei Skarlund Martin Spinnangr |
| Torneo femminile (dettagli) | Paesi Bassi Sanne Keizer Marleen van Iersel | Grecia María Tsiartsiani Vasilikí Arvaniti | Spagna Liliana Fernández Elsa Baquerizo   |

## Medagliere
| Posizione | Nazione     | Oro | Argento | Bronzo | Totale |
| --------- | ----------- | --- | ------- | ------ | ------ |
| 1         | Paesi Bassi | 1   | 1       | 0      | 2      |
| 2         | Germania    | 1   | 0       | 0      | 1      |
| 3         | Grecia      | 0   | 1       | 0      | 1      |
| 4         | Spagna      | 0   | 0       | 1      | 1      |
| 4         | Norvegia    | 0   | 0       | 1      | 1      |
| Totale    | Totale      | 2   | 2       | 2      | 6      |